# Trigonura guttatipennis
Trigonura guttatipennis är en stekelart som först beskrevs av Girault 1927.  Trigonura guttatipennis ingår i släktet Trigonura och familjen bredlårsteklar. Inga underarter finns listade i Catalogue of Life.